# 纹喉隐蜂鸟
纹喉隐蜂鸟（学名：Phaethornis striigularis），是雨燕目蜂鸟科的一种鸟类。
纹喉隐蜂鸟体重约3克，翼长约39.1毫米，嘴峰长约23.7毫米，喙宽度约2.4毫米，喙厚度约2毫米，跗蹠长约4毫米，尾长约36.4毫米。纹喉隐蜂鸟在其分布区内为留鸟，其栖息在密集的高大树木组成的森林中，食性为草食性，主要食物来源是植物的花蜜。

## 亚种
- ：分布于墨西哥南部至哥伦比亚西北部。
- ：分布于哥伦比亚西部和厄瓜多尔西部。
- ：分布于哥伦比亚北部和委内瑞拉西部。
- ：分布于委内瑞拉北部。[4]